# 765년

## 연호
- 당(唐) 영태(永泰) 원년
- 일본(日本) 덴표호지(天平宝字) 9년 / 덴표진고(天平神護) 원년

## 기년
- 당(唐) 대종(代宗) 4년
- 신라(新羅) 경덕왕(景德王) 24년 / 혜공왕(惠恭王) 원년
- 발해(渤海) 문왕(文王) 29년

## 사건
- 신라, 성덕대왕 신종 완성.
- 경덕왕이 세상을 떠나고 아들 건운이 8살의 나이로 왕의 자리에 오름. 만월부인이 섭정.

## 사망
- 신라(新羅) 35대 왕 경덕왕(景德王)